# Hafeziehstadion

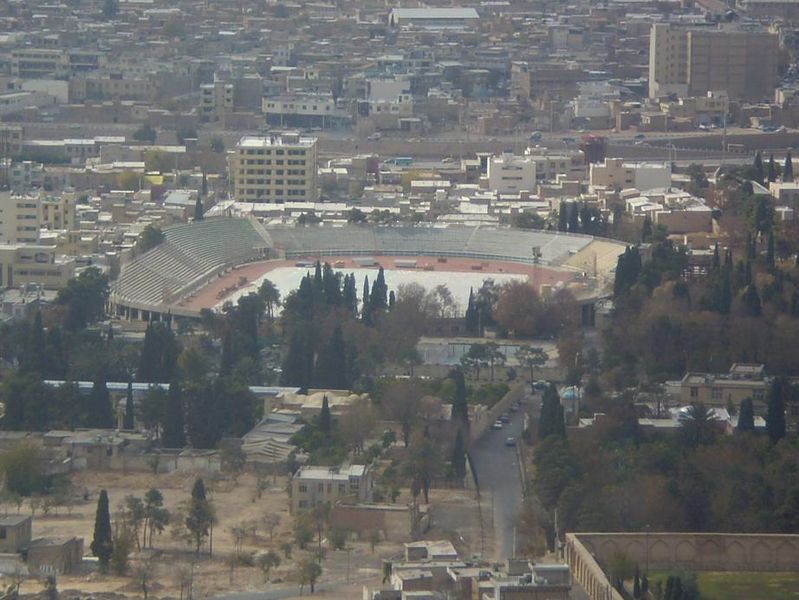
Hafeziehstadion vanuit de lucht

Het Hafeziehstadion (Perzisch: استاديوم حافظیه) is een voetbalstadion in de Iraanse stad Shiraz. Het bevindt zich in de gelijknamige wijk Hafezieh in het noordoosten van de stad, nabij de Tombe van Hafez. Het stadion telt 22.000 zitplaatsen en vormt de thuisbasis van voetbalclubs Fajr Sepasi (van de Basij) en Bargh Shiraz.

## Geschiedenis
In 1940 bezocht de Iranse premier Mohammad Ali Foroughi de stad Shiraz en stelde toen voor om Shiraz als gaststad te gebruiken voor de Iraanse kandidatuur voor de Azië Cup 1976. In 1945 werd dit project doorgezet met de bouw van het stadion, dat na 10 maanden van bouwen haar deuren opende in januari 1946. De openingswedstrijd werd uitgevochten op 20 januari 1946, toen Bargh Shiraz de Spaanse voetbalclub CD Castellón versloeg met 1-0 tijdens een vriendschappelijke wedstrijd. In 1972 werd het stadion gerestaureerd voor de Azië Cup 1976, maar uiteindelijk werd toch het Takhtistadion in Tabriz verkozen vanwege de grotere zitcapaciteit. In 2009 werd het stadion opnieuw gerestaureerd en uitgebreid met 2000 zitplaatsen, zodat het totaal op 22.000 zitplaatsen kwam.

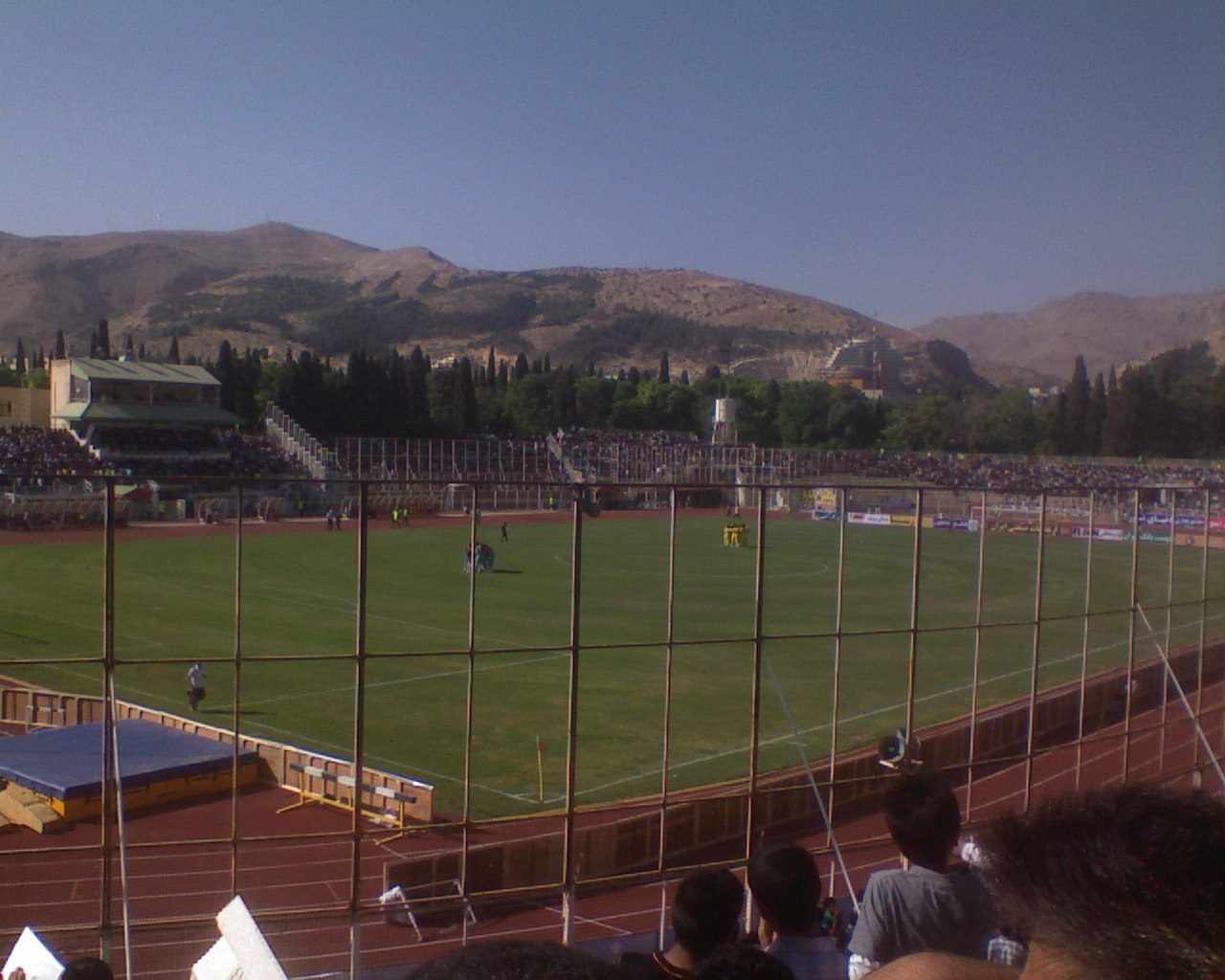
Het veld tijdens een wedstrijd tussen Fajr Sepasi en Aluminium Hormozgan (uit Bandar Abbas) in 2006
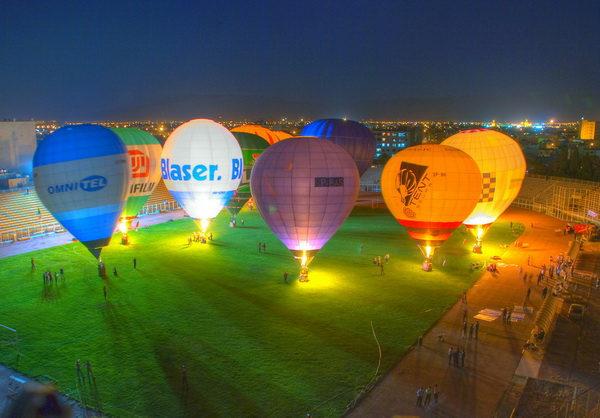
Opstijgende luchtballonen vanaf het veld tijdens een festival in 2010